# Sédia
Pour les articles homonymes, voir Sedia (homonymie).
Sedia est une société d'édition et de diffusion internationale algérienne, créée en mars 2000 comme une filiale du groupe français Hachette Livre, avec pour vocation principale la réalisation de manuels scolaires.
En 2006, et en plus de l'importation et diffusion du livre, Sedia a élargi ses activités en créant des collections de littérature générale, Mosaïque est sa première collection qui publie en Algérie de grands écrivains algériens édités en France. 
La société compte aujourd'hui plusieurs collections; livres parascolaires, livres de jeunesse, entretiens, romans et essais et publie dans les deux langues française et arabe.
Un changement est parvenu en mai 2010 et Hachette Livre s'est retirée du capital de la Sedia, cette dernière n'est plus filiale du groupe mais reste un partenaire important pour Hachette Livre en Algérie.